# Klucz do oznaczania
Klucz do oznaczania – książka pozwalająca rozpoznać, oznaczyć roślinę lub zwierzę do gatunku. Najpospolitsze są klucze dychotomiczne. Najczęściej klucz do oznaczania jest drukiem – książką lub zeszytem specjalistycznym, zawierającym czarno-białe lub kolorowe rysunki i fotografie. Coraz częściej publikowane są klucze elektroniczne.